# Tenkomori Shooting
Tenkomori Shooting (てんこもりシューティング) est un jeu vidéo de type shoot them up développé et édité par Namco, sorti au Japon en 1998 sur borne d'arcade,,,,.

## Système de jeu
Avec Tenkomori Shooting, Namco reprend la formule de Point Blank et l'applique au shoot them up. Le jeu, qui se joue seul ou à deux, s'inspire des plus grands moments des classiques de l'histoire du genre, comme Xevious, Galaga, Tiger-Heli (en), Pang, 1942, Missile Command, Panzer Dragoon, Star Soldier, R-Type, ... L'interface se compose d'un levier et d'un bouton. L'écran est orienté verticalement. Le joueur incarne un singe dont le but est d'arriver au sommet d'une tour composée de quatre, six ou neuf étages (en fonction du niveau de difficulté sélectionné). À chaque étage, le joueur doit terminer un mini-jeu de tir parmi les 26 proposés. Le joueur dispose d'un temps limité pour accomplir sa mission. S'il réussit, il passe à l'étage supérieur. En cas d'échec, il perd une vie. S'il perd toutes ses vies, la partie est terminée. Les ennemis ne peuvent pas tuer le joueur, mais chaque coup lui fait perdre du temps. Chaque mini-jeu possède sa propre ambiance et ses propres règles. Ces mini-jeux consistent, entre autres, à éradiquer un maximum d'ennemis en évitant de toucher d'autres cibles, éliminer un boss le plus vite possible, écraser tous les cafards, envoyer des cœurs à une chanteuse qui se produit sur scène, abattre des ovnis à la roquette etc. Si le joueur réalise de bonnes performances, il lui est possible de débloquer des stages bonus, parmi lesquels un est tiré de Time Crisis. Les environnements sont variés, et vont du champ de bataille à la salle de bains, en passant par une pièce emplie de ninjas, un restaurant de sushis, etc.

## Accueil
Tenkomori Shooting reçoit un accueil plutôt positif. Pour Consoles +, « les programmeurs [ont abouti] à un ensemble très fun. [...] Ce jeu sympa ne constitue certes pas une révolution, mais procurera de bons moments à deux. » Player One abonde dans ce sens : « le jeu en mode solo est déjà sympa, de par l'éventail des épreuves et la chasse au high score potentielle. C'est évidemment à deux que le titre prend toute son ampleur », « tout cela dans des environnements variés. » Retro Gamer Collection estime que « l'aspect visuel participe beaucoup à l'attrait du jeu » et apprécie que « Namco y [aille] à fond dans l'humour et ne rechigne pas à s'autoparodier. » Rétrospectivement, la revue juge que « Tenkomori Shooting [...] aurait mérité plus de succès » et que, « [même] s'il n'est pas aussi convivial que Point Blank », « il aurait tout autant mérité que [ce dernier] d'avoir un portage [sur PlayStation]. »